# Заборовский, Семён Иванович
Семён Иванович Заборовский — из дворянского рода Заборовских. Умер в 1681 году.
Боярин, думный дворянин, окольничий.

## Биография
Происходил из древнего дворянского рода бежецких вотчинников. В 1640-х годах служил городовым дворянином «по выбору» из Бежецка. В 1682 году в Бежецке на его деньги был возведён каменный Введенский храм с колокольней. 
С 1649 г. — думный дьяк. Заведовал разрядным приказом (1661—1664) и монастырским приказом (1668—1677). Затем был думным дворянином (1674) и окольничим (1677). Боярин.
Агафья Семёновна Грушецкая, до знакомства с царём Фёдором Алексеевичем, жила у Семёна Ивановича. Молодой царь Фёдор велел передать её дяде, Заборовскому, «чтоб он ту свою племянницу хранил и без указа замуж не выдавал».
20 июля 1680 года двоюродный дядя царицы Семён Иванович Заборовский был пожалован в бояре. Нидерландский резидент барон Иоганн Келлер в своём донесении 3 августа 1680 г. сообщал, что царь пожаловал С. И. Заборовского в бояре 

«и тем самым сделал его одним из своих ближайших советников. <...> Вчера я нанес ему визит и поздравил по случаю бракосочетания, этим моим поступком он остался, кажется, доволен; это я сделал бы давно, если бы его царское величество не уехал бы на четвертый день после своей свадьбы на богомолье в несколько монастырей и если бы упомянутый Заборовский не должен был его сопровождать».
В 1681 году, ему, как дяде супруги царя, было жаловано село Васильевское (Моск. обл., Рузский р-н), которое после его смерти досталось его вдове, Федоре Степановне. В 1690 г. Федора Степановна продала село за шесть тысяч рублей думному дьяку Емельяну Игнатьевичу Украинцеву.

## Семья
- Жена — Федора Степановна
- Сестра — Мария Ивановна (замужем за Семёном Фёдоровичем Грушецким) — мать первой жены царя Фёдора Алексеевича, А. С. Грушецкой.